# Verein für Leibesübungen Bochum 1848 1996-1997
Questa voce raccoglie le informazioni riguardanti il Verein für Leibesübungen Bochum 1848 nelle competizioni ufficiali della stagione 1996-1997.

## Stagione
Nella stagione 1996-1997 il Bochum, allenato da Klaus Toppmöller, concluse il campionato di Bundesliga al 5º posto. In Coppa di Germania il Bochum fu eliminato ai quarti di finale dall'Amburgo.

## Rosa
| N. |                     | Ruolo | Calciatore         |
| -- | ------------------- | ----- | ------------------ |
| 1  | Germania (bandiera) | P     | Uwe Gospodarek     |
| 2  | Germania (bandiera) | C     | Thomas Stickroth   |
| 3  | Germania (bandiera) | D     | Torsten Kracht     |
| 5  | Polonia (bandiera)  | D     | Tomasz Wałdoch     |
| 6  | Germania (bandiera) | C     | Peter Peschel      |
| 7  | Germania (bandiera) | C     | Kai Michalke       |
| 8  | Germania (bandiera) | A     | Peter Közle        |
| 9  | Polonia (bandiera)  | A     | Henryk Bałuszyński |
| 10 | Germania (bandiera) | C     | Dariusz Wosz       |
| 11 | Bulgaria (bandiera) | A     | Georgi Donkov      |
| 12 | Germania (bandiera) | D     | Christian Herrmann |
| 13 | Germania (bandiera) | D     | Max Eberl          |
| 14 | Germania (bandiera) | A     | Danny Winkler      |

| N. |                      | Ruolo | Calciatore        |
| -- | -------------------- | ----- | ----------------- |
| 15 | Germania (bandiera)  | C     | Karsten Hutwelker |
| 16 | Sudafrica (bandiera) | A     | Delron Buckley    |
| 17 | Germania (bandiera)  | C     | Olaf Schreiber    |
| 18 | Germania (bandiera)  | A     | Roland Wohlfarth  |
| 19 | Germania (bandiera)  | D     | Mathias Jack      |
| 20 | Croazia (bandiera)   | C     | Zoran Mamić       |
| 21 | Germania (bandiera)  | P     | Thomas Ernst      |
| 22 | Germania (bandiera)  | D     | Thomas Reis       |
| 23 | Croazia (bandiera)   | C     | Filip Tapalović   |
| 25 | Turchia (bandiera)   | A     | Neşat Gülünoğlu   |
| 29 | Germania (bandiera)  | D     | Frank Fahrenhorst |
| 31 | Germania (bandiera)  | P     | Stefan Wächter    |

## Organigramma societario
Area tecnica
- Allenatore: Klaus Toppmöller
- Allenatore in seconda: Frank Heinemann, Ralf Zumdick
- Preparatore dei portieri:
- Preparatori atletici:

## Calciomercato

### Sessione estiva
| Acquisti | Acquisti          | Acquisti          | Acquisti |
| R.       | Nome              | da                | Modalità |
| -------- | ----------------- | ----------------- | -------- |
| A        | Georgi Donkov     | CSKA Sofia        |          |
| D        | Engibar Engibarov | CSKA Sofia        |          |
| D        | Frank Fahrenhorst | Bochum (juniores) |          |
| C        | Karsten Hutwelker | Carl Zeiss Jena   |          |
| C        | Zoran Mamić       | Dinamo Zagabria   |          |
| C        | Olaf Schreiber    | Zwickau           |          |
| A        | Danny Winkler     | Pfeddersheim      |          |

| Cessioni | Cessioni          | Cessioni          | Cessioni |
| R.       | Nome              | a                 | Modalità |
| -------- | ----------------- | ----------------- | -------- |
| A        | Yves Gaugler      | Eintracht Treviri |          |
| C        | Andrzej Rudy      | Lierse            |          |
| C        | Thorsten Schmugge | Hibernian         |          |
| C        | Andreas Wieczorek | Siegen            |          |

### Sessione invernale
| Acquisti | Acquisti | Acquisti | Acquisti |
| R.       | Nome     | da       | Modalità |
| -------- | -------- | -------- | -------- |

| Cessioni | Cessioni          | Cessioni     | Cessioni |
| R.       | Nome              | a            | Modalità |
| -------- | ----------------- | ------------ | -------- |
| D        | Engibar Engibarov | Slavia Sofia |          |

## Risultati

### Bundesliga

#### Girone di andata
| Arbitro: | Albrecht |

|           |           |  |
| Közle 31’ | Marcatori |  |

| Arbitro: | Kemmling |

|                |           |             |
| Rizzitelli 52’ | Marcatori | 73’ Peschel |

| Arbitro: | Zerr |

|          |           |            |
| Jack 65’ | Marcatori | 58’ Molata |

| Arbitro: | Steinborn |

|         |           |            |
| Thon 2’ | Marcatori | 87’ Donkov |

| Arbitro: | Strampe |

|                          |           |                   |
| Donkov 32’ Wosz 72’, 82’ | Marcatori | 70’ (rig.) Häßler |

| Arbitro: | Wack |

|                                            |           |               |
| Bode 17’ Herzog 32’ Labbadia 38’, 56’, 67’ | Marcatori | 85’ Hutwelker |

| Arbitro: | Dardenne |

|                                        |           |                   |
| Bałuszyński 17’ Mamić 67’ Michalke 90’ | Marcatori | 75’ Breitenreiter |

| Arbitro: | Koop |

|                               |           |  |
| Vlădoiu 55’ Oliseh 76’ (rig.) | Marcatori |  |

| Arbitro: | Heynemann |

|             |           |  |
| Wałdoch 63’ | Marcatori |  |

| Arbitro: | Berg |

|                                |           |                |
| Seeliger 17’ Glavaš 22’ (rig.) | Marcatori | 51’, 75’ Közle |

| Arbitro: | Best |

|                         |           |                        |
| Guðjónsson 61’ Reis 67’ | Marcatori | 25’ Winkler 66’ Walker |

| Arbitro: | Strampe |

|  |           |            |
|  | Marcatori | 9’ Peschel |

| Arbitro: | Wagner |

|             |           |  |
| Peschel 58’ | Marcatori |  |

| Arbitro: | Aust |

|                                   |           |           |
| Élber 15’ Hagner 24’ Poschner 31’ | Marcatori | 19’ Közle |

| Arbitro: | Dardenne |

|                      |           |  |
| Donkov 16’ Közle 55’ | Marcatori |  |

| Arbitro: | Hufgard |

|                         |           |            |
| Émerson 6’ Scharping 8’ | Marcatori | 75’ Kracht |

| Arbitro: | Buchhart |

|                               |           |                         |
| Stickroth 30’ (rig.) Wosz 89’ | Marcatori | 18’ Kirsten 56’ Ramelow |

#### Girone di ritorno
| Arbitro: | Aust |

|                  |           |          |
| Marin 22’ (rig.) | Marcatori | 45’ Wosz |

| Arbitro: | Heynemann |

|            |           |               |
| Kracht 55’ | Marcatori | 66’ Klinsmann |

| Arbitro: | Weber |

|                           |           |          |
| Meißner 43’, 45’ Maul 71’ | Marcatori | 84’ Wosz |

| Arbitro: | Strampe |

|  |           |                |
|  | Marcatori | 70’ Eigenrauch |

| Arbitro: | Buchhart |

|                       |           |                                   |
| Kir'jakov 9’ Fink 47’ | Marcatori | 2’ Közle 35’ Stickroth 57’ Donkov |

| Arbitro: | Koop |

|                                       |           |                         |
| Donkov 38’ Gülünoğlu 53’ Michalke 72’ | Marcatori | 75’ van Lent 85’ Herzog |

| Arbitro: | Zerr |

|                                    |           |                     |
| Salihamidžić 29’ Breitenreiter 90’ | Marcatori | 25’ Donkov 75’ Reis |

| Arbitro: | Merk |

|                                    |           |                                  |
| Stickroth 16’ (rig.) Schreiber 76’ | Marcatori | 45’ Hauptmann 53’ (rig.) Polster |

| Arbitro: | Dardenne |

|                           |           |  |
| Chapuisat 33’, 72’ (rig.) | Marcatori |  |

| Arbitro: | Wack |

|                                             |           |          |
| Katemann 21’ (aut.) Michalke 25’ Donkov 45’ | Marcatori | 69’ Fach |

| Arbitro: | Kemmling |

|  |           |            |
|  | Marcatori | 20’ Donkov |

| Arbitro: | Schütz |

|                            |           |                          |
| Wosz 6’, 77’ Gülünoğlu 60’ | Marcatori | 21’ Sundermann 53’ Spies |

| Rostock 2 maggio 1997, ore 19:30 CEST 30ª giornata | Hansa Rostock | 0 – 0 referto | Bochum | Ostseestadion (20 700 spett.)\| Arbitro: \| Berg \| |
| Arbitro:                                           | Berg          |               |        |                                                     |

| Arbitro: | Malbranc |

|                          |           |            |
| Michalke 69’ Peschel 79’ | Marcatori | 60’ Hagner |

| Arbitro: | Steinborn |

|                                                                         |           |                        |
| Schneider 60’ Neun 68’ Dahlin 70’, 89’ Lupescu 73’ (rig.) Juskowiak 75’ | Marcatori | 36’ Wosz 83’ Hutwelker |

| Arbitro: | Fröhlich |

|                                                                       |           |  |
| Donkov 35’, 68’ Peschel 71’ Gülünoğlu 72’ Wosz 77’ Pfennig 90’ (aut.) | Marcatori |  |

| Arbitro: | Jansen |

|                       |           |  |
| Sérgio 9’ Ramelow 51’ | Marcatori |  |

### Coppa di Germania
| Arbitro: | Friedrichs |

|                           |           |                                           |
| Schweizer 64’ Frömmel 71’ | Marcatori | 73’ Kracht 86’ Winkler 119’, 120’ Peschel |

| Arbitro: | Malbranc |

|                      |           |                                    |
| Wilmots 35’ Held 47’ | Marcatori | 1’, 30’ Guðjónsson 60’ Bałuszyński |

| Arbitro: | Wack |

|  |           |           |
|  | Marcatori | 66’ Közle |

| Arbitro: | Fröhlich |

|                        |           |           |
| Schopp 39’ Cardoso 82’ | Marcatori | 63’ Közle |

## Statistiche

### Statistiche di squadra
| Competizione      | Punti | In casa | In casa | In casa | In casa | In casa | In casa | In trasferta | In trasferta | In trasferta | In trasferta | In trasferta | In trasferta | Totale | Totale | Totale | Totale | Totale | Totale | DR |
| Competizione      | Punti | G       | V       | N       | P       | Gf      | Gs      | G            | V            | N            | P            | Gf           | Gs           | G      | V      | N      | P      | Gf     | Gs     | DR |
| ----------------- | ----- | ------- | ------- | ------- | ------- | ------- | ------- | ------------ | ------------ | ------------ | ------------ | ------------ | ------------ | ------ | ------ | ------ | ------ | ------ | ------ | -- |
| Bundesliga        | 53    | 17      | 11      | 5       | 1       | 36      | 17      | 17           | 3            | 6            | 8            | 18           | 34           | 34     | 14     | 11     | 9      | 54     | 51     | +3 |
| Coppa di Germania | -     | 0       | 0       | 0       | 0       | 0       | 0       | 4            | 3            | 0            | 1            | 9            | 6            | 4      | 3      | 0      | 1      | 9      | 6      | +3 |
| Totale            | 53    | 17      | 11      | 5       | 1       | 36      | 17      | 21           | 6            | 6            | 9            | 27           | 40           | 38     | 17     | 11     | 10     | 63     | 57     | +6 |

### Andamento in campionato
| Giornata  | 1 | 2 | 3 | 4 | 5 | 6 | 7 | 8 | 9 | 10 | 11 | 12 | 13 | 14 | 15 | 16 | 17 | 18 | 19 | 20 | 21 | 22 | 23 | 24 | 25 | 26 | 27 | 28 | 29 | 30 | 31 | 32 | 33 | 34 |
| --------- | - | - | - | - | - | - | - | - | - | -- | -- | -- | -- | -- | -- | -- | -- | -- | -- | -- | -- | -- | -- | -- | -- | -- | -- | -- | -- | -- | -- | -- | -- | -- |
| Luogo     | C | T | C | T | C | T | C | T | C | T  | C  | T  | C  | T  | C  | T  | C  | T  | C  | T  | C  | T  | C  | T  | C  | T  | C  | T  | C  | T  | C  | T  | C  | T  |
| Risultato | V | N | N | N | V | P | V | P | V | N  | N  | V  | V  | P  | V  | P  | N  | N  | N  | P  | P  | V  | V  | N  | N  | P  | V  | V  | V  | N  | V  | P  | V  | P  |
| Posizione | 7 | 5 | 7 | 7 | 5 | 9 | 6 | 9 | 7 | 8  | 8  | 7  | 5  | 6  | 6  | 6  | 6  | 7  | 7  | 9  | 9  | 9  | 6  | 6  | 6  | 8  | 5  | 5  | 5  | 5  | 5  | 5  | 5  | 5  |

Legenda:

Luogo: C = Casa; T = Trasferta. Risultato: V = Vittoria; N = Pareggio; P = Sconfitta.

### Statistiche dei giocatori
| Giocatore      | Bundesliga | Bundesliga | Bundesliga  | Bundesliga | Coppa di Germania | Coppa di Germania | Coppa di Germania | Coppa di Germania | Totale   | Totale | Totale      | Totale     |
| Giocatore      | Presenze   | Reti       | Ammonizioni | Espulsioni | Presenze          | Reti              | Ammonizioni       | Espulsioni        | Presenze | Reti   | Ammonizioni | Espulsioni |
| -------------- | ---------- | ---------- | ----------- | ---------- | ----------------- | ----------------- | ----------------- | ----------------- | -------- | ------ | ----------- | ---------- |
| H. Bałuszyński | 23         | 1          | 0           | 0          | 4                 | 1                 | 0                 | 0                 | 27       | 2      | 0           | 0          |
| D. Buckley     | 2          | 0          | 0           | 0          | 1                 | 0                 | 0                 | 0                 | 3        | 0      | 0           | 0          |
| G. Donkov      | 30         | 10         | 9           | 0          | 4                 | 0                 | 0                 | 0                 | 34       | 10     | 9           | 0          |
| M. Eberl       | 6          | 0          | 3           | 0          | 1                 | 0                 | 0                 | 0                 | 7        | 0      | 3           | 0          |
| T. Ernst       | 1          | 0          | 0           | 0          | 0                 | 0                 | 0                 | 0                 | 1        | 0      | 0           | 0          |
| F. Fahrenhorst | 4          | 0          | 0           | 0          | 0                 | 0                 | 0                 | 0                 | 4        | 0      | 0           | 0          |
| U. Gospodarek  | 33         | 0          | 1           | 0          | 4                 | 0                 | 0                 | 0                 | 37       | 0      | 1           | 0          |
| Þ. Guðjónsson  | 13         | 1          | 0           | 1          | 3                 | 2                 | 0                 | 0                 | 16       | 3      | 0           | 1          |
| N. Gülünoğlu   | 11         | 3          | 0           | 0          | 0                 | 0                 | 0                 | 0                 | 11       | 3      | 0           | 0          |
| C. Herrmann    | 0          | 0          | 0           | 0          | 0                 | 0                 | 0                 | 0                 | 0        | 0      | 0           | 0          |
| K. Hutwelker   | 15         | 2          | 0           | 0          | 3                 | 0                 | 0                 | 0                 | 18       | 2      | 0           | 0          |
| M. Jack        | 29         | 1          | 5           | 0          | 2                 | 0                 | 1                 | 0                 | 31       | 1      | 6           | 0          |
| T. Kracht      | 29         | 2          | 9           | 2          | 4                 | 1                 | 3                 | 0                 | 33       | 3      | 12          | 2          |
| P. Közle       | 28         | 6          | 8           | 0          | 4                 | 2                 | 1                 | 0                 | 32       | 8      | 9           | 0          |
| Z. Mamić       | 23         | 1          | 1           | 0          | 4                 | 0                 | 0                 | 0                 | 27       | 1      | 1           | 0          |
| K. Michalke    | 25         | 4          | 6           | 0          | 0                 | 0                 | 0                 | 0                 | 25       | 4      | 6           | 0          |
| P. Peschel     | 22         | 5          | 2           | 0          | 3                 | 2                 | 1                 | 0                 | 25       | 7      | 3           | 0          |
| T. Reis        | 34         | 2          | 3           | 0          | 3                 | 0                 | 1                 | 0                 | 37       | 2      | 4           | 0          |
| O. Schreiber   | 24         | 1          | 7           | 0          | 3                 | 0                 | 1                 | 0                 | 27       | 1      | 8           | 0          |
| T. Stickroth   | 30         | 3          | 7           | 1          | 3                 | 0                 | 1                 | 0                 | 33       | 3      | 8           | 1          |
| F. Tapalović   | 20         | 0          | 4           | 0          | 1                 | 0                 | 0                 | 0                 | 21       | 0      | 4           | 0          |
| T. Wałdoch     | 29         | 1          | 3           | 2          | 4                 | 0                 | 2                 | 0                 | 33       | 1      | 5           | 2          |
| D. Winkler     | 6          | 0          | 1           | 0          | 1                 | 1                 | 0                 | 0                 | 7        | 1      | 1           | 0          |
| R. Wohlfarth   | 5          | 0          | 0           | 0          | 0                 | 0                 | 0                 | 0                 | 5        | 0      | 0           | 0          |
| D. Wosz        | 32         | 9          | 11          | 0          | 4                 | 0                 | 1                 | 0                 | 36       | 9      | 12          | 0          |
| S. Wächter     | 0          | 0          | 0           | 0          | 0                 | 0                 | 0                 | 0                 | 0        | 0      | 0           | 0          |